# Gustav Bauer
Gustav Adolf Bauer (6. ledna 1870, Darkehmen – 16. září 1944, Berlín) byl německý sociálně demokratický politik období Výmarské republiky, v letech 1919–1920 působil jako říšský kancléř. (V době jeho nástupu se tato funkce až do 14. srpna 1919 nazývala „ministerský předseda“.)